# Triisodontidae
Los trisodóntidos (Triisodontidae, gr. "tres dientes iguales") son una familia extinta de mamíferos euterios del orden Mesonychia. La mayor parte de los géneros de trisodóntidos vivieron durante el Paleoceno inferior en América del Norte, excepto Andrewsarchus, que vivió en Asia durante el Eoceno superior. Los trisodóntidos fueron los primeros mamíferos depredadores relativamente grandes en aparecer en América del Norte después de la extinción de los dinosaurios. Difieren de otras familias del orden Mesonychia en que poseen menos dientes altamente modificados.